# 和谐号CRH3C型电力动车组
和谐号CRH3C型电力动车组，是中华人民共和国铁道部为营运新建的高速城际铁路及客运专线，向德国西门子交通集团和中国北车集团唐山轨道客车有限责任公司订购的CRH系列高速动车组。中国铁道部将所有引进国外技术、联合设计生产的中国铁路高速（CRH）车辆均命名为「和谐号」。

## 概要
CRH3C型动车组的原型为衍生自德国铁路ICE-3列車的西门子Velaro平台，它在原型车制造商西门子交通集团内部又被称作（CN代表中华人民共和国），是西门子交通集团第二款基于Velaro平台系列开发的高速列车。中国以引進西门子交通集团先進技術並吸收的方式，由中国北车唐山轨道客车在国内生产实现国产化。
CRH3C型动车组共分为两批，其中第一批有60列，列车车号由001C至060C，其中002C、004C车为德國原裝進口，其余列车由唐山轨道客车制造。第二批有20辆，列车车号由061至080。所有列车后期统一更改编号为3001至3080。
CRH3C型的后继车型为CRH380B型动车组，该车在CRH3型电力动车组为基础上进行改进。此外，CRH3C型电力动车组为首款采用CRH3命名的动车组，后期中国北车集团通过CRH5型动车组、CRH380B型动车组及自主研发的CJ1型电力动车组基础上改进并衍生出CRH3A型、CRH3F型、CRH3X型等动车组均采用「CRH3」命名。

## 沿革
2004年8月，鐵道部展開為用於中國鐵路第六次大提速、時速200公里級別的第一輪高速動車組技術引進招標，結果西門子公司因提出高昂的轉讓技術、車輛造價費用（原型车每列3.5亿元人民币，技术转让费3.9亿欧元）而無法在第一輪招標獲得任何訂單。
2005年11月，中國鐵道部與德國西門子在「以市場換技術」的原則下簽訂協議，西門子因而獲得60列時速300公里的高速列車訂單，总值6.69亿欧元（原型车每列2.5亿元人民币，技术转让费8000万欧元），最终定型为CRH3C。根据合同，西门子在德国本土制造首批3列CRH3C列车和一些重要部件；并向中方合作伙伴——北车集团唐山轨道客车、永济电机厂和铁道部研究院提供技术支持和技术转让，使中国具备相应的生产能力。唐山机车车辆厂将承担其余57列列车的生产，第一阶段国产率是30%，第二阶段将提高到 50%，最终将达到70%。并且全部列车均使用中国品牌（CRH）。
第一组进口列车在2007年12月12日在科勒非爾德舉行了隆重的交接儀式，并于2007年12月底在德国不来梅装船付运，在2008年1月运抵中国天津，随后到北京环行铁道进行试验。
首组国产化列车的铝合金车体于2007年9月完成，唐山方面原本预计这组列车会於2008年3月31日正式出厂。惟国产化列车部份零部件未能如期运抵车厂，官方遂把正式下线时间延至4月11日。
2008年6月24日上午9时13分，由唐山轨道客车制造的第一列国产化CRH3C（CRH3-001C）在京津城际铁路的试验中创下了394.3公里的最高时速，当天的试验中CRH3C仅用了5分钟左右，速度就提升至300公里／小时。
随着京津城际铁路于2008年8月1日正式通车运营，CRH3C型动车组也于当日起投入运营，其商用运营时速达350Km/h，是当时世界日常运营时速最快的轮轨高速铁路。
2009年9月28日，中國北車再獲140列新一代动车组訂單，其中20列为CRH3C型动车组，由唐山轨道客车制造。
2009年12月9日，CRH3-013C重联CRH3-017C列车在武广客运专线进行试验时最高时速达到了394.2公里，创下了两车重联情况下的世界运营高速铁路最高速度记录。

## 車輛構造

### 外观

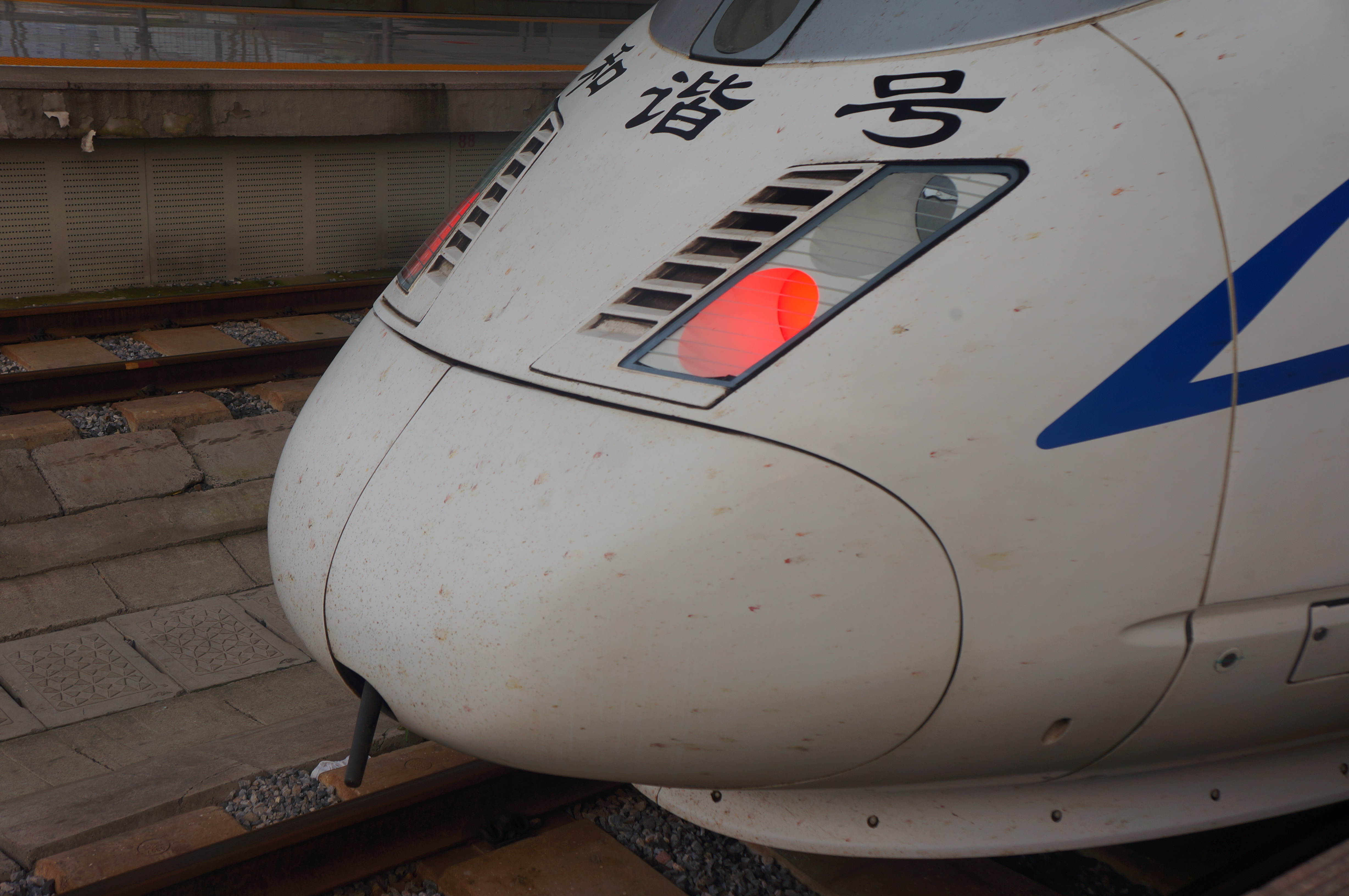
CRH3C型动车组的车头设有突出的车钩导向杆以及车灯旁边有栅形罩

由于采用西门子Velaro平台直接引进，因此CRH3C型动车组外观设计与德国ICE3、西班牙103型动车组（Velaro D）一致，仅车窗分布上因车内布局原因，故因此与两者有所区别。整车采用了大型中空型鋁合金車體。
该车涂装与同时期引进的高速列车一样，采用白色底色和蓝色线条搭配的车身涂装。其中前车车头和车侧车窗上方印有「和谐号」字样，以及在车侧后上印有「CRH」标识。
另外，CRH3C型动车组的车头设有突出的车钩导向杆以及车灯旁边有栅形罩（里面是车笛），这是其区别于后期登场的CRH380B型动车组最明顯的特征。

### 动力配置

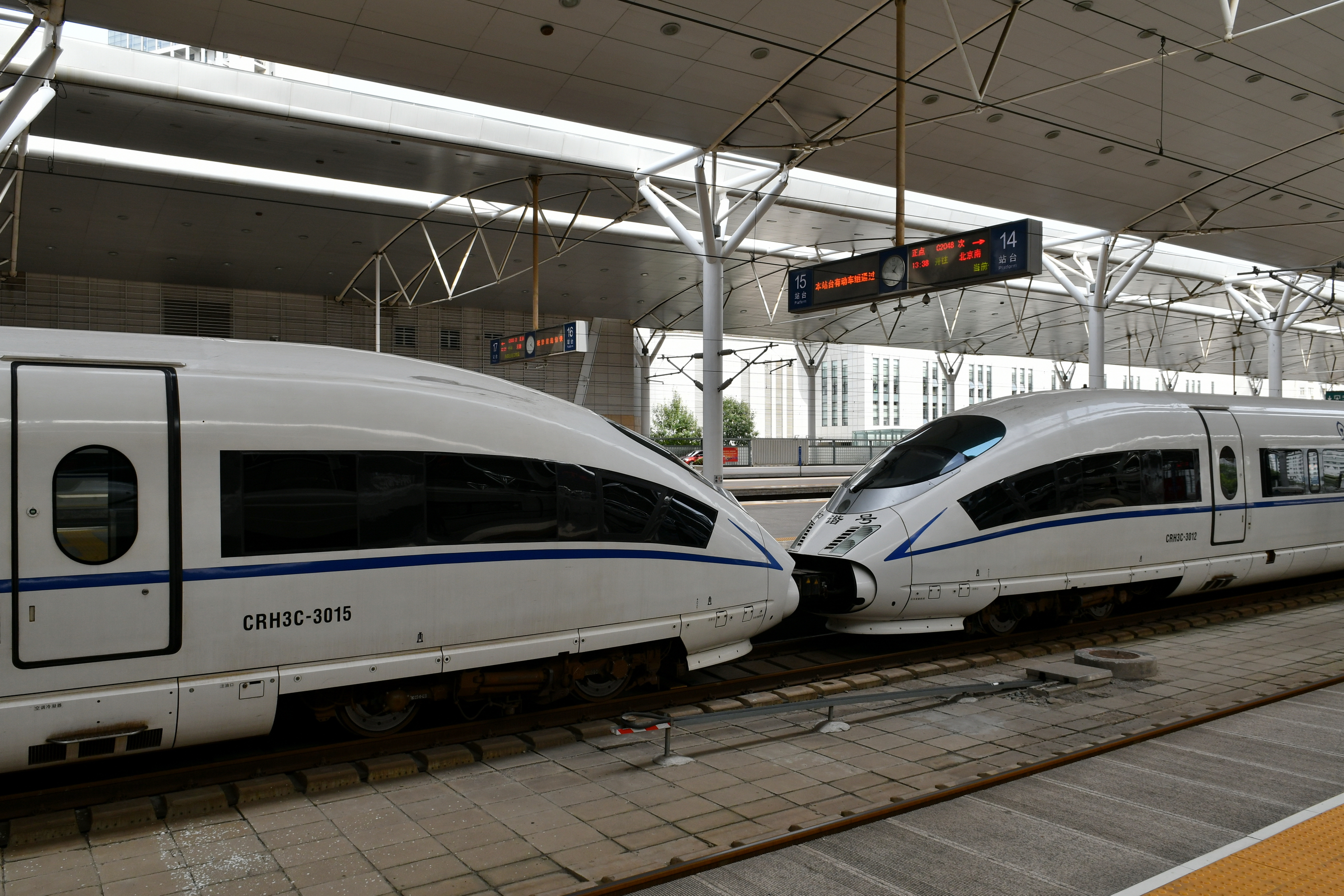
运用于京津城际铁路的CRH3C-3015 & 3012号车重联运行

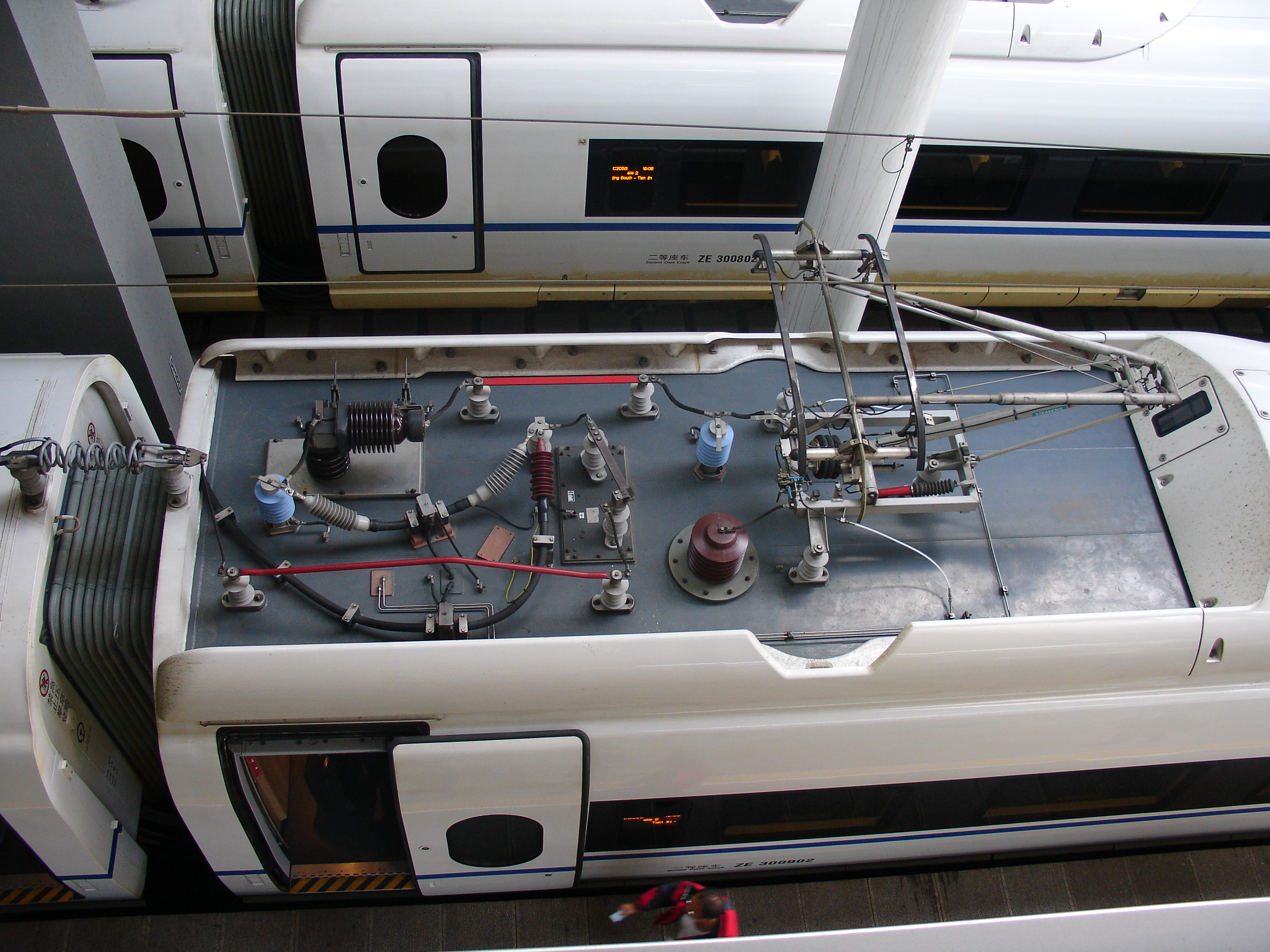
CRH3C型动车组顶部

CRH3C型电力动车组采用动力分散式，每列8节編組，共4節動車和4節拖車（4M4T），最高运营速度达350km/h。

### 主要设备
CRH3C型动车组的车轮使用的钢材材质较软，车轮不均匀磨耗相对于其他车型更加严重，因此被中国大陆部分火车迷讽刺称为“多边形”（而由於上述原因，CRH3C在甲種運送時限速80km/h，而非一般機車車輛的120km/h），后续的CRH380B系列车型已经解决了此问题。

### 内部
CRH3C型动车组与采用西门子Velaro平台的多款车型一样，车内采用木纹饰板、玻璃隔板及暖色照明等设计。列车设有一等座车（ZY）1辆、二等座车（ZE）5辆，二等/特等座车（ZET）一辆和带酒吧的二等座车（ZEC）一辆。其中特等座采用1+2方式布置，一等座采用2+2方式布置，二等座为2+3布置。除了带酒吧的二等座车外，其他车厢所有座位均能旋转。但由于座位安排不合理，二等座车约有一半的靠窗座会出现“面壁”情况，目前为单数靠窗座面壁。
此外，列车前车端部的特等座车区域设有可切换透明和磨砂模式的玻璃隔板，可供乘客瞭望列车运行前方及后方。后期因安全原因，该玻璃隔板长期被设置为磨砂模式。

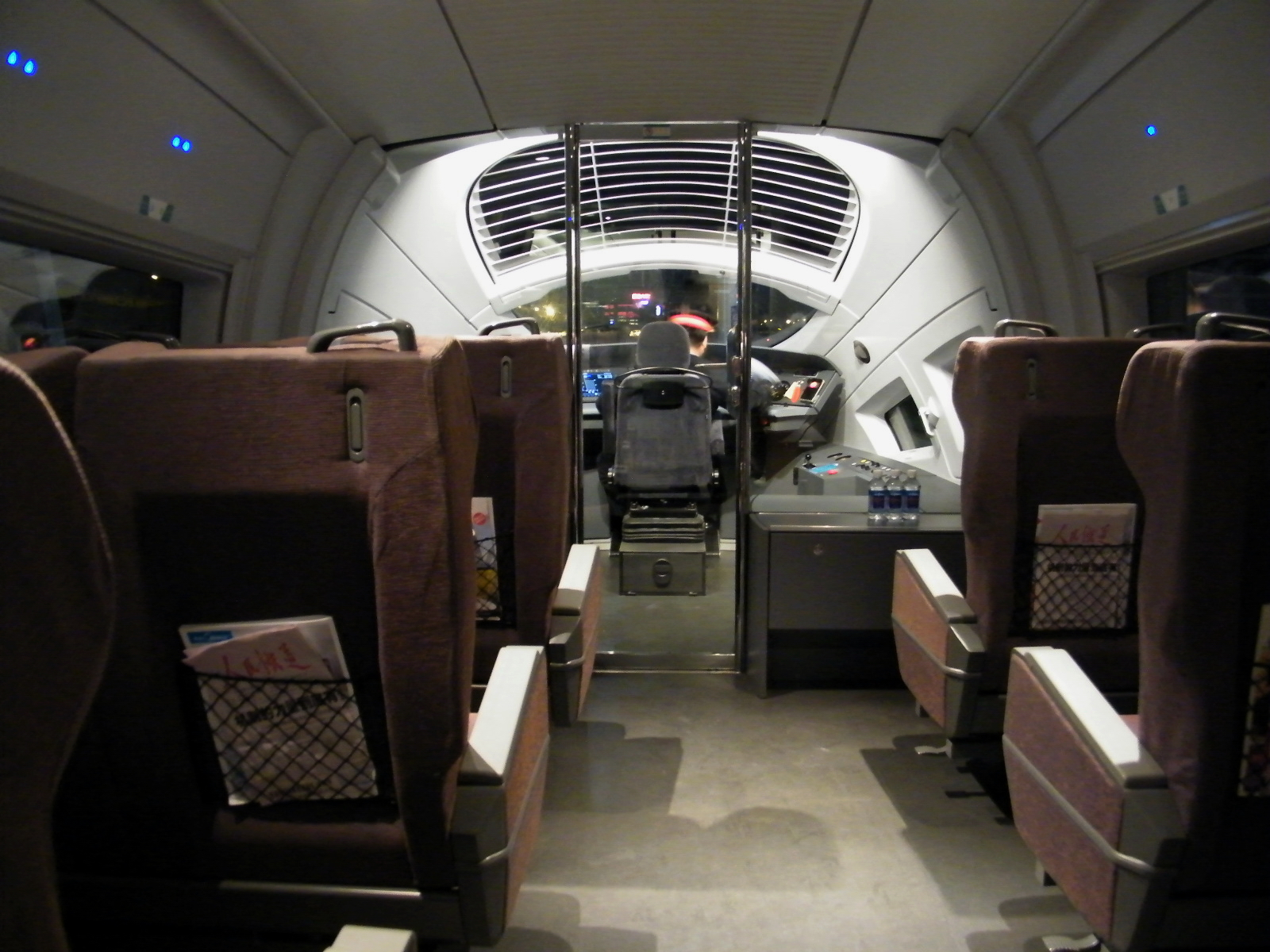
特等座席位
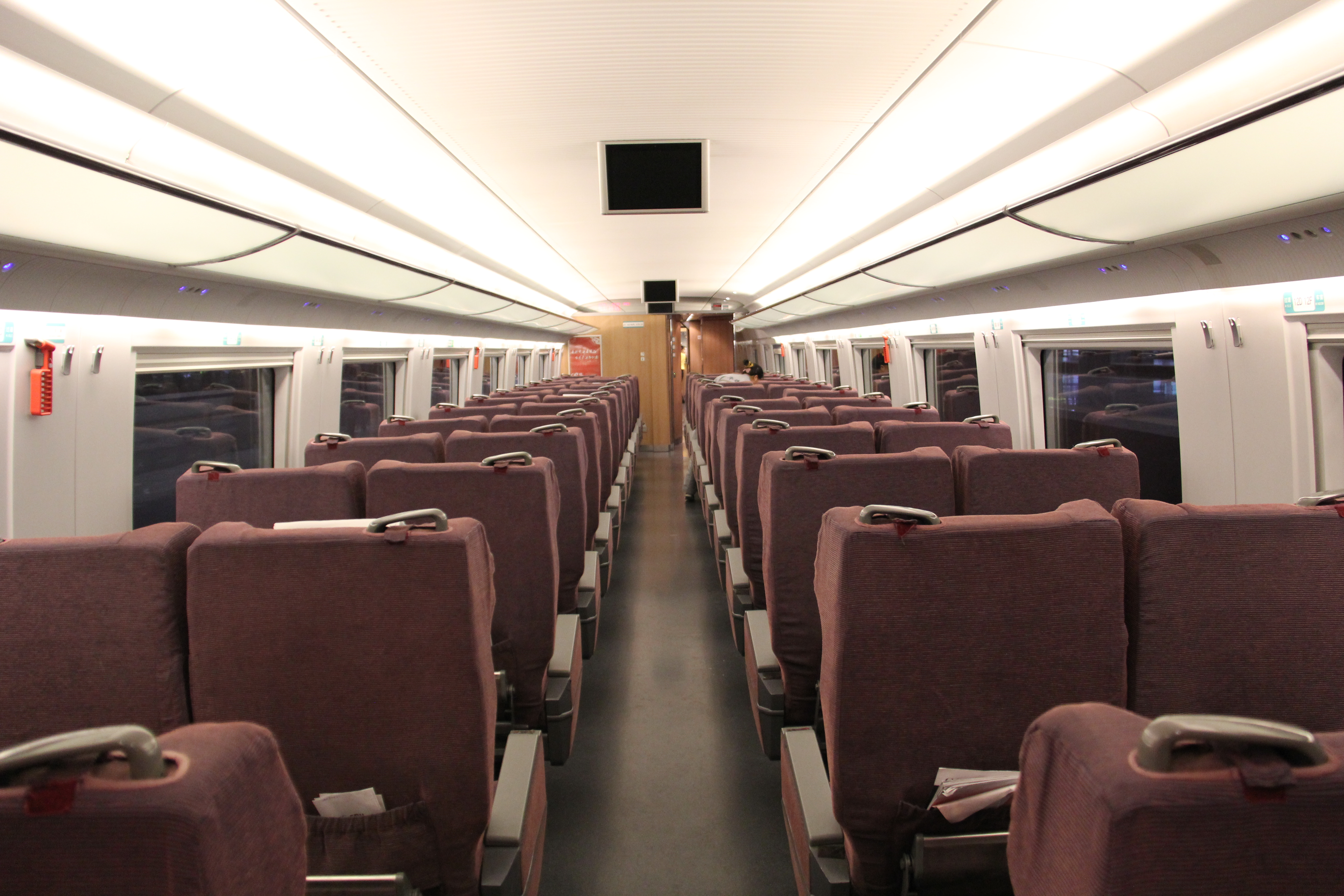
CRH3C的一等座车
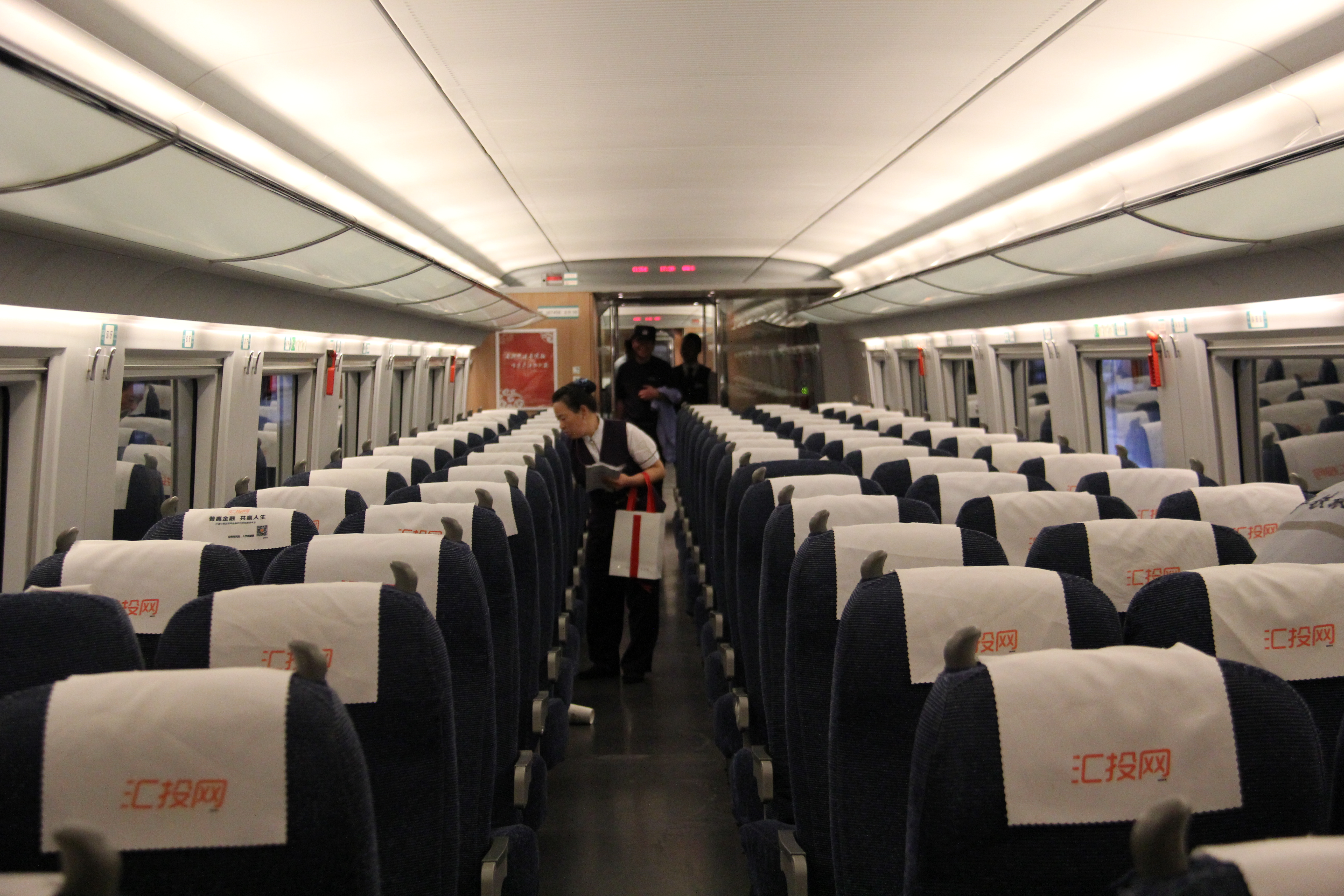
CRH3C的二等座车
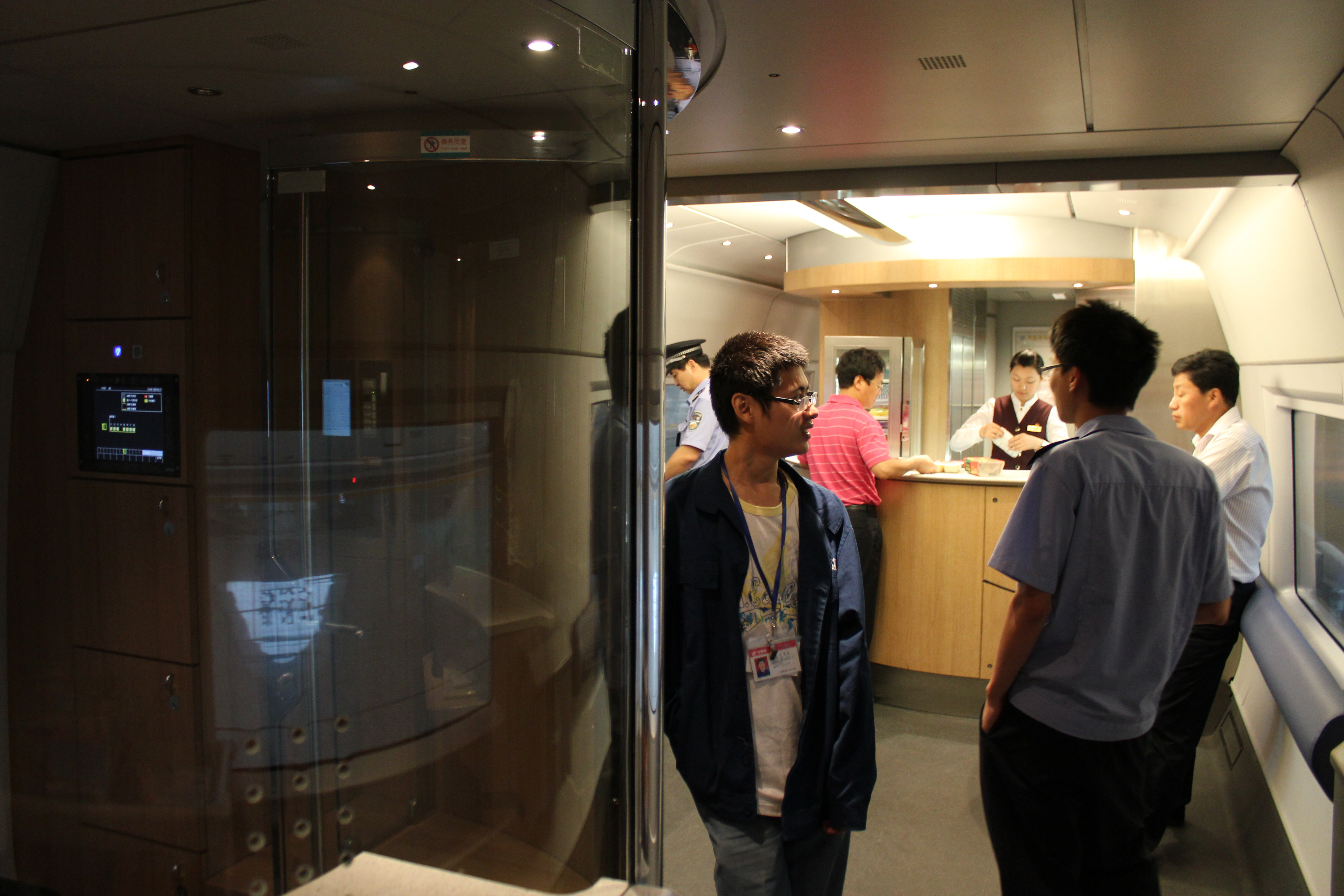
CRH3C的餐吧车
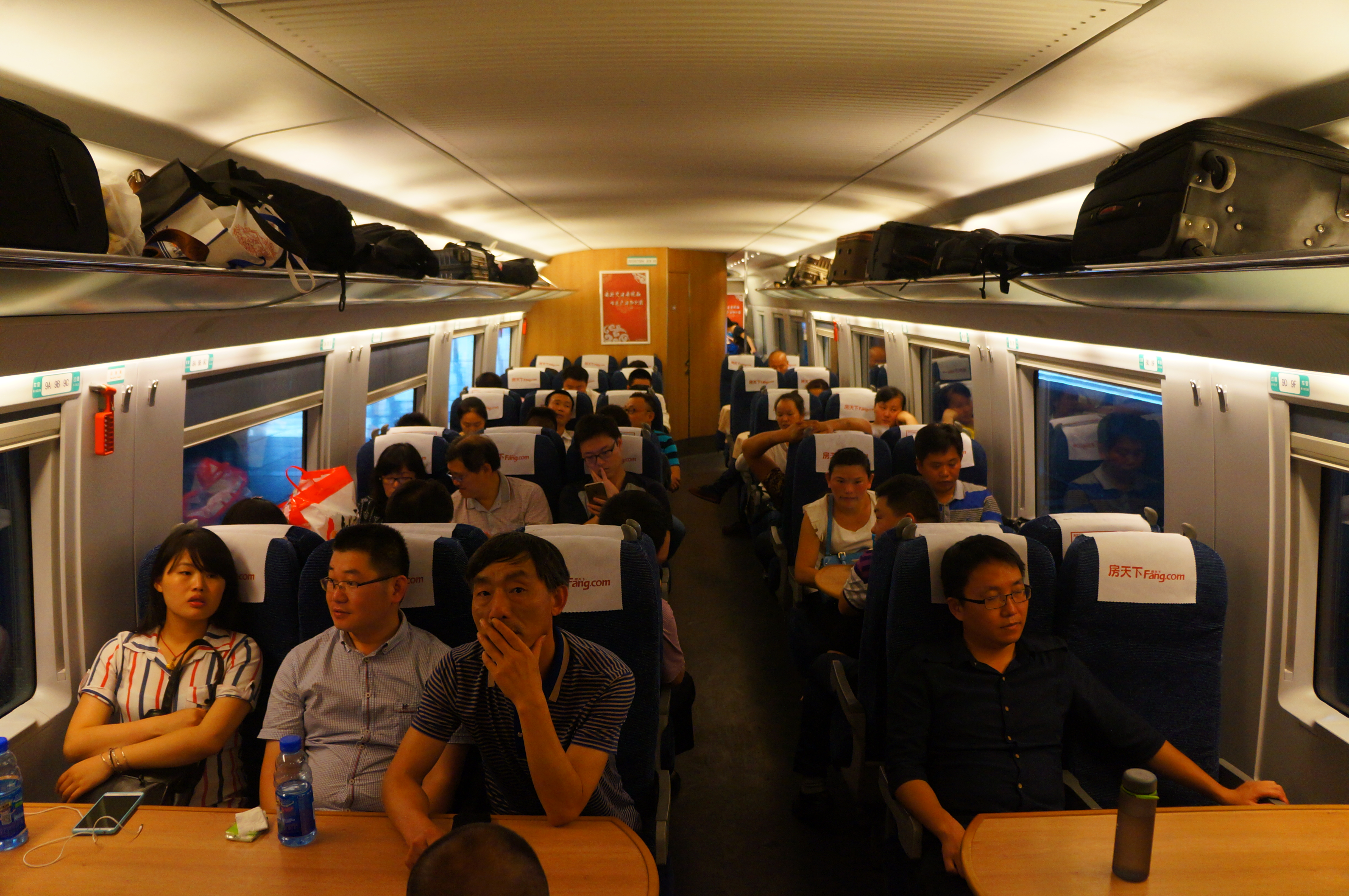
餐吧车的座位
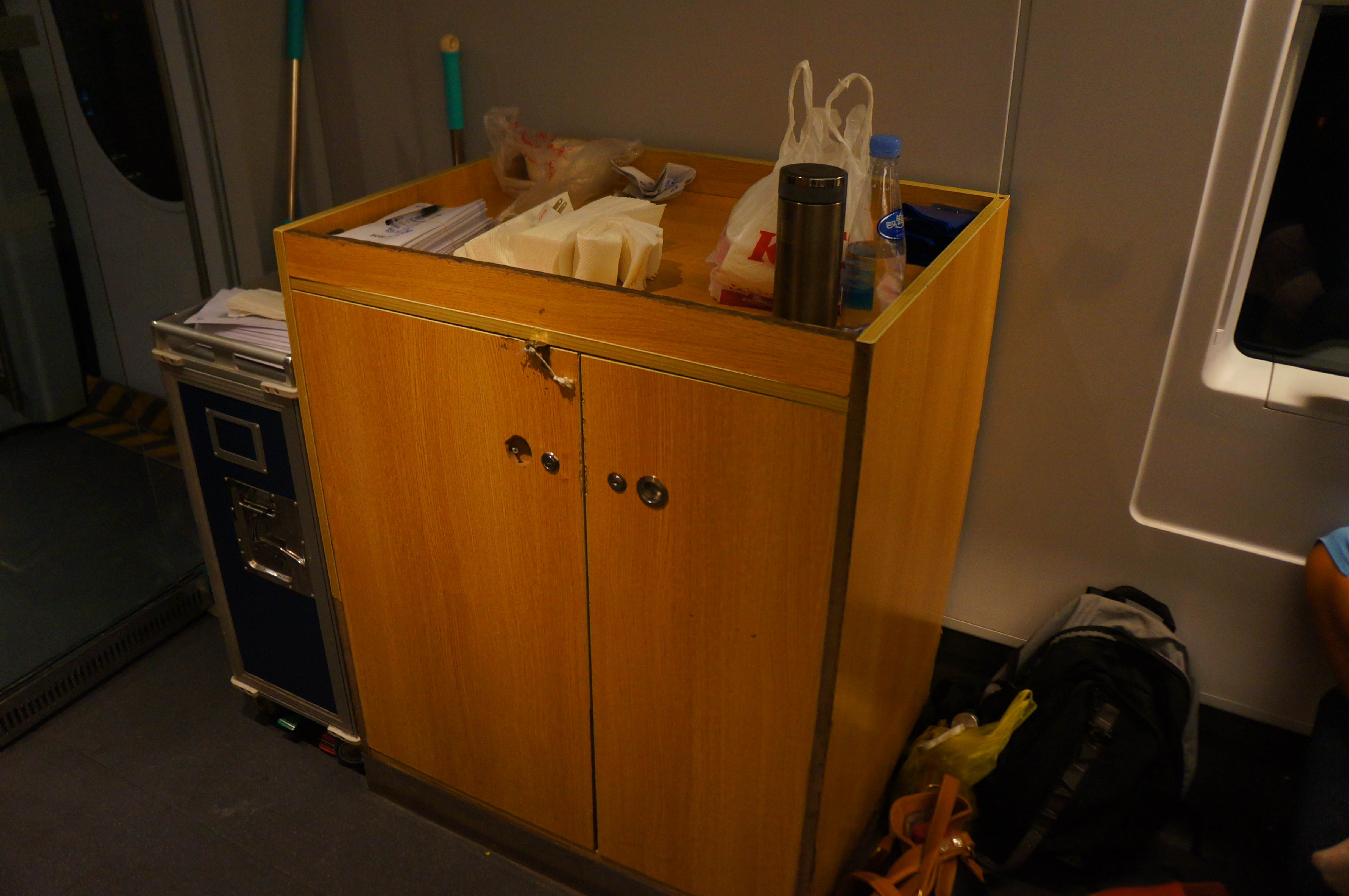
CRH3C的清洁护理台，在原西门子Velaro平台中用作大件行李存放处

## 配属概况
目前80列CRH3C型动车组列车已全部出厂。
| CRH3C      |    | |        |                        |
| 广州局集团 | 9  | 3024、3029、3036、3042、3043、3063、3065、3066、3069                                                                   | 长沙   | 3063及以后为第二批列车 |
| 广州局集团 | 24 | 3023、3025、3027、3028、3030、3034、3039、3040、3045、3047、3052、3059～3061、3064、3067、3068、3070～3074、3076、3080 | 長沙西 | 3061及以後為第二批列車 |
| 成都局集团 | 47 | 3001～3022、3026、3031-3033、3035、3037、3038、3041、3044、3046、3048～3051、3053～3058、3062、3075、3077～3079        | 重庆西 | 3062及以後为第二批列车 |

## 列车编组
| 车厢型号 - ZY：一等座车（First Class Coach） - ZE：二等座车（Second Class Coach） - ZEC：二等座车／餐车（Second Class Coach／Dining Car） - ZET：二等／特等座车（Second Class／Premier Coach） | 英文字母意思 - Z：Zuo（拼音），座，座车 - Y：Yi（拼音），一，一等 - E：Er（拼音），二，二等 - T：Te（拼音），特，特等 - C/CA：Can（拼音），餐，餐车 |

| 车厢号   | 1                                              | 2                                            | 3                                                       | 4                                              | 5                                                       | 6                                                       | 7                                            | 8                                              |
| 车型     | 二等/特等座车                                  | 二等座车                                     | 二等座车                                                | 二等座车／餐车                                 | 一等座车                                                | 二等座车                                                | 二等座车                                     | 二等/特等座车                                  |
| 动力配置 | 有动力，带驾驶室（Mc）                         | 无动力，带受电弓（Tp）                       | 有动力（M）                                             | 无动力（T）                                    | 无动力（T）                                             | 有动力（M）                                             | 无动力，带受电弓（Tp）                       | 有动力，带驾驶室（Mc）                         |
| 动力单元 | 单元1                                          | 单元1                                        | 单元1                                                   | 单元1                                          | 单元2                                                   | 单元2                                                   | 单元2                                        | 单元2                                          |
| 车辆编号 | CRH3C-3xxx ZET 3xxx01                          | ZE 3xxx02                                    | ZE 3xxx03                                               | ZEC 3xxx04                                     | ZY 3xxx05                                               | ZE 3xxx06                                               | ZE 3xxx07                                    | CRH3C-3xxx ZET 3xxx00                          |
| 定员     | 60（二等座）+8（特等座）                       | 80                                           | 80                                                      | 50                                             | 50                                                      | 80                                                      | 80                                           | 60（二等座）+8（特等座）                       |
| 车底设备 | 牵引电动机 牵引转换器和冷却装置 车载供电电气柜 | 辅助转换器箱 变压器和冷却装置 车载供电电气柜 | 牵引电动机 牵引转换器和冷却装置 车载供电气柜 空气压缩机 | 双辅助转换器装置 蓄电池和充电器 车载供电电气柜 | 紧急车钩 双辅助转换器装置 蓄电池及充电器 车载供电电气柜 | 牵引电动机 牵引转换器和冷却装置 车载供电气柜 空气压缩机 | 辅助转换器箱 变压器和冷却装置 车载供电电气柜 | 牵引电动机 牵引转换器和冷却装置 车载供电电气柜 |

- 3xxx：列车编号（3001—3080）

## 备注
1. ↑  初期被编为002A、004A，后期统一改为国产化列车一致的编号
2. ↑  后期合同修订为2列由德国本土制造